# Мозговой имплантат

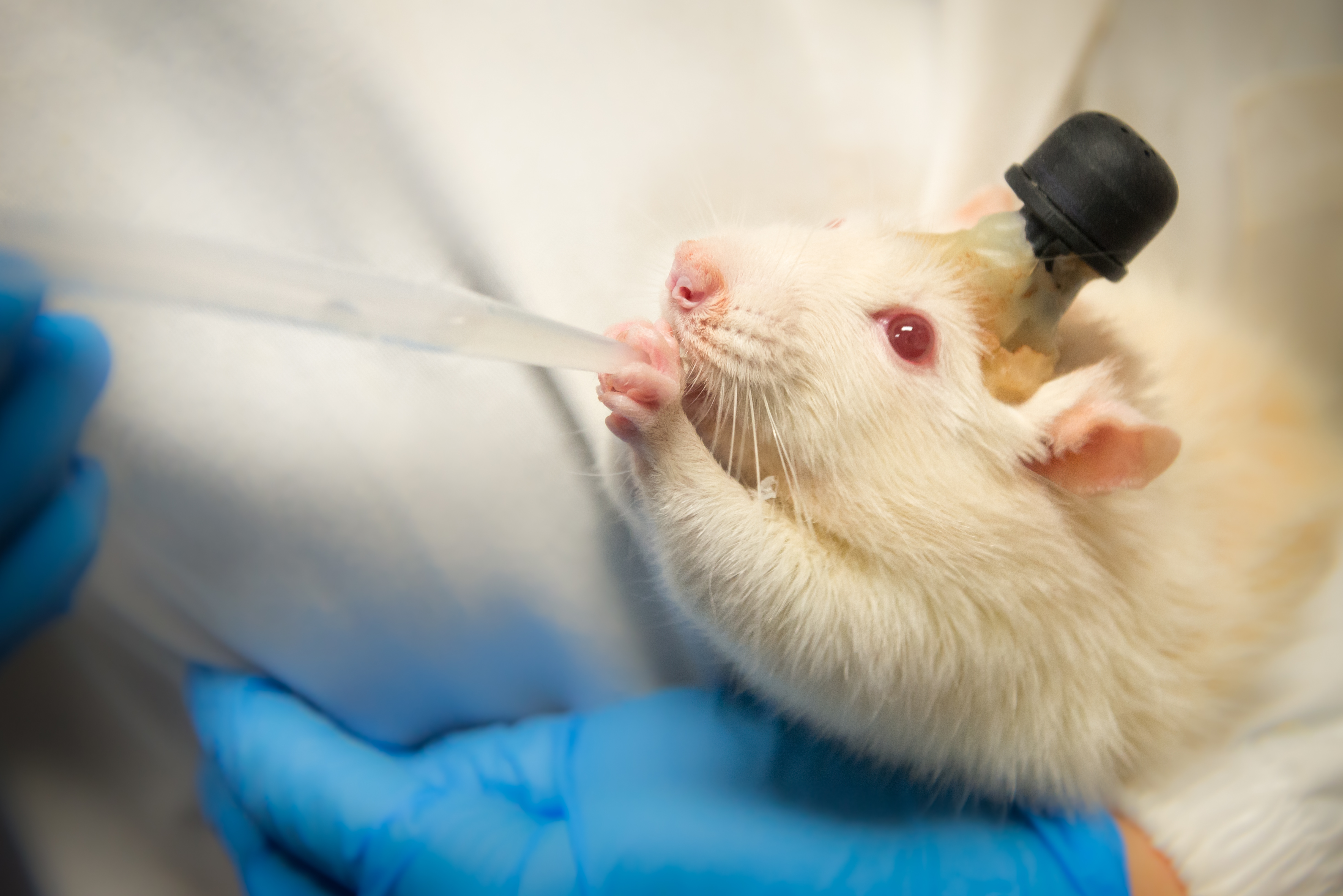
Лабораторная крыса с мозговым имплантатом

Мозговой имплантат — потенциальное возможное устройство, вводимое в полость черепа и осуществляющее взаимодействие с головным мозгом человека. Мозговые имплантаты находятся в разработке. Все известные устройства, взаимодействующие с головным мозгом человека, обеспечивают ввод или вывод информации, но не способны делать это одновременно и не имеют функции обработки информации.
Понятие мозговых имплантатов распространилось в современной культуре с развитием жанра киберпанк, для которого наличие различных внедряемых в головной мозг человека устройств является классикой. Как правило, цель введения таких устройств — улучшение каких-либо параметров организма, обеспечение связи остальных имплантатов или интерфейса между мозгом человека и внешними электронными устройствами.
В публикациях СМИ под мозговыми имплантатами часто подразумеваются нейропротезы. Общей целью современных мозговых имплантатов и объектом многих современных исследований является создание биомедицинского протеза, позволяющего обойти области головного мозга, которые перестали функционировать после инсульта или других травм мозга.

## Исследования и их применение
С 1970 года исследования в области сенсорного замещения достигли значительного прогресса. Например, благодаря знаниям о работе зрительной системы, глазные имплантаты (часто включающие в себя некоторые мозговые имплантаты или средства мониторинга) применяются с доказанным успехом. Для улучшения слуха используются кохлеарные имплантаты, которые непосредственно стимулируют слуховой нерв. Вестибулокохлеарный нерв является частью периферической нервной системы, однако его интерфейс аналогичен интерфейсу настоящих мозговых имплантатов.
Многочисленные проекты продемонстрировали успех при записи данных из мозга животных в течение длительных периодов времени. Ещё в 1976 году исследователи из Национального института здоровья под руководством Эдварда Шмидта записали потенциал действия сигналов от моторной коры макак-резусов, используя неподвижные электроды типа «шляпные булавки», включая запись от отдельных нейронов в течение более 30 дней и последовательную запись от лучших электродов в течение более трёх лет.

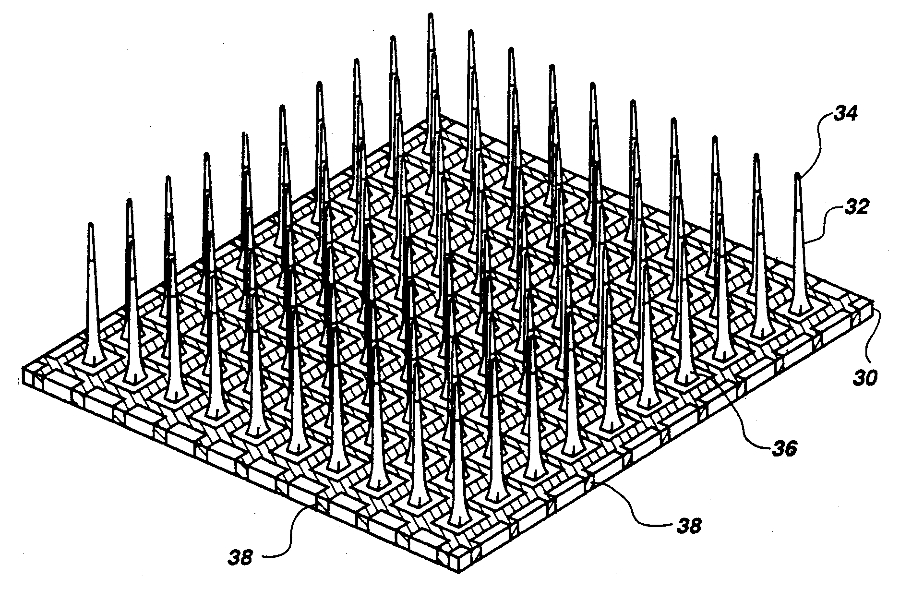
Схема технологии Utah Electrode Array

Электроды типа «шляпная булавка» были изготовлены из чистого иридия и изолированы поли-пара-ксилиленом, которые в настоящее время используются в киберкинетической реализации технологии Utah Array. Эти же электроды или их производные с использованием тех же биосовместимых электродных материалов в настоящее время используются в лабораториях по протезированию органов зрения, лабораториях, изучающих нейронные основы обучения, а также в двигательных протезах, отличных от киберкинетических зондов.
Другие лабораторные группы производят свои собственные имплантаты, чтобы обеспечить уникальные возможности, недоступные в коммерческих продуктах.
По данным 2018 года, велись исследования потенциальных имплантатов для доставки лекарств в мозг.
В 2016 году учёные из Университета Иллинойса в Урбана-Шампейн объявили о разработке крошечных мозговых датчиков для послеоперационного мониторинга, которые тают, когда в них больше нет необходимости.
В 2020 году учёные из Мельбурнского университета, которые в 2016 году основали компанию Synchron, опубликовали клинические данные, связанные с открытием Stentrode — устройства, имплантируемого через яремную вену без необходимости открытой операции на головном мозге. Было показано, что данная технология позволяет двум пациентам управлять компьютером при помощи одной лишь мысли. В конечном итоге она может помочь в диагностике и лечении целого ряда патологий головного мозга, таких как эпилепсия и болезнь Паркинсона. В 2023 году исследователи сообщили об отсутствии серьёзных побочных эффектов в течение первого года у всех четырёх пациентов, которые использовали устройство для работы на компьютере.

## Проблемы и этические соображения
Среди поднятых этических вопросов — «кто является подходящими кандидатами для установки нейронных имплантатов?» и «в чём польза и вред нейронных имплантатов?». Хотя глубокая стимуляция мозга всё чаще становится обычной процедурой для пациентов с болезнью Паркинсона, возможны некоторые поведенческие побочные эффекты. В литературе описаны случаи апатии, галлюцинаций, лудомании, гиперсексуальности, когнитивных нарушений и депрессии. Однако это может быть временным явлением, связанным с правильным размещением и калибровкой стимулятора, и, следовательно, потенциально обратимым.
Другие проблемы связаны с уязвимостью нейронных имплантатов для киберпреступности, поскольку нейронные имплантаты могут быть взломаны, неправильно использованы или спроектированы.
Саджа утверждает, что «важно защищать личные мысли человека», и не считает хорошей идеей просто возлагать ответственность за их защиту на правительство или какую-либо компанию. Уолтер Гленнон, специалист по нейроэтике из Университета Калгари, отмечает, что «существует риск взлома микрочипов третьими лицами» и что «это может помешать намерению пользователя выполнять действия и нарушить конфиденциальность путём извлечения информации из чипа».

## В культуре
Мозговые имплантаты сейчас стали частью современной культуры, но ещё во времена Рене Декарта были очень важные философские предпосылки.
В своих «Размышлениях», опубликованных в 1641 году, Декарт утверждал, что невозможно определить, всё ли кажущиеся реальными переживания человека на самом деле вызваны злым демоном, стремящимся ввести его в заблуждение. Современный взгляд на аргументацию Декарта даёт мысленный эксперимент «Мозг в колбе», в котором мозг содержится отдельно от тела в колбе с питательными веществами и подключён к компьютеру, который способен стимулировать его таким образом, чтобы создать иллюзию, что всё в порядке.
Популярная научная фантастика, в которой обсуждаются мозговые имплантаты и контроль над разумом, получила широкое распространение в 20 веке, часто с мрачными перспективами. В литературе 1970-х годов эта тема изучалась, в том числе в романе Майкла Крайтона «Человек-компьютер», где мужчина с повреждением головного мозга получает экспериментальный хирургический мозговой имплантат, предназначенный для предотвращения судорог, которыми он злоупотребляет, вызывая их ради удовольствия. Другой пример — научно-фантастические рассказы Ларри Нивена о проволочных устройствах в его рассказе «Известный космос».
Пожалуй, самым влиятельным романом, посвящённым миру мозговых имплантатов, стал роман Уильяма Гибсона «Нейромант», вышедший в 1984 году. Это был первый роман в жанре, который стал известен как «киберпанк». В нём рассказывается о компьютерном хакере, который путешествует по миру, где наёмники оснащаются мозговыми имплантатами для улучшения силы, зрения, памяти и т. д. Гибсон использует термин «матрица» и вводит концепцию «проникновения» с помощью электродов на голове или прямых имплантатов. Он также исследует возможные развлекательные применения мозговых имплантатов, таких как «simstim» (имитация стимуляции) — устройство, используемое для записи и воспроизведения впечатлений.